# 运动夹克

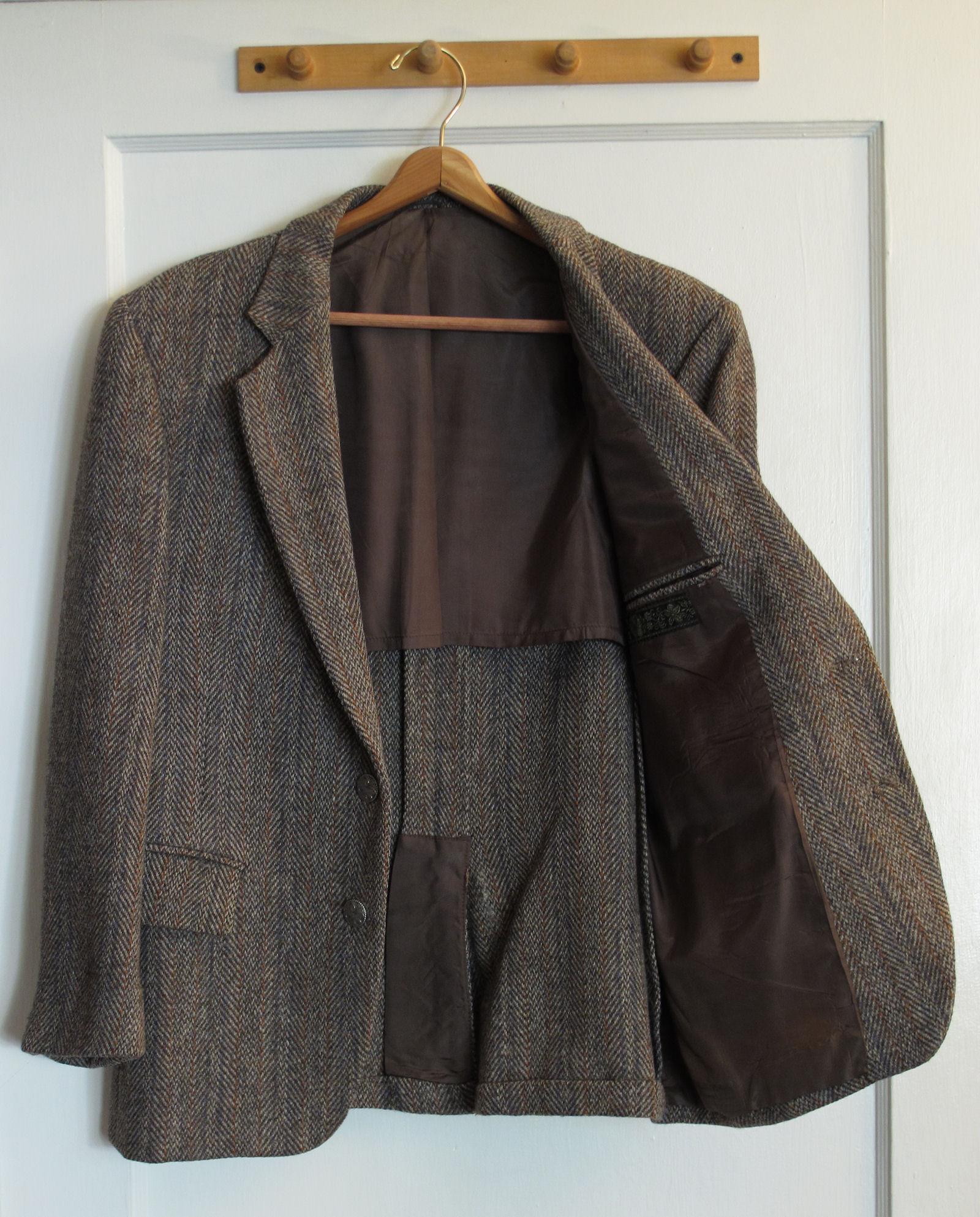
一件运动夹克

运动夹克是一种男性半正式休闲装，穿上运动夹克時无需搭配專門的裤子，运动夹克的風格與體育运动有關，有時有人参加某些户外运动時會專門穿上运动夹克。运动夹克的款式、面料、颜色和图案比大多数西装更加多样化。